# Burlington (Ohio)
Burlington – jednostka osadnicza w Stanach Zjednoczonych, w stanie Ohio, w hrabstwie Lawrence.